# Осман Дуралієв
Осман Ахмедов Дуралієв (болг. Осман Ахмедов Дуралиев; нар. 15 січня 1939, село Владимировці, Разградська область — 25 квітня 2011, Стамбул, Туреччина) — болгарський борець вільного стилю турецького походження, чотириразовий срібний призер чемпіонатів світу, чотириразовий срібний призер чемпіонатів Європи, дворазовий призер Олімпійських ігор.

## Життєпис
Осман Дуралієв вважається одним з найбільших невдах за всю історію боротьби. Він десять разів виходив у фінали престижних чемпіонатів світу, Європи та Олімпіад, але немає жодного чемпіонського титулу. Вісім разів з них золота позбавляв його радянський спортсмен українського походження Олександр Медведь. Найбличже за все болгарський борець був на чемпіонаті світу, який проходив у нього на Батьківщині, в Софії. Там йому для того, аби стати чемпіоном світу не вистачило зовсім трохи. Він вів у рахунку і лише за 2 секунди до фінального гонга Медведь зумів провести прийом, який приніс йому сьомий і останній титул чемпіона світу, а болгарина знову залишив другим. Нещасний Дуралієв плакав в роздягальні.
Після закінчення спортивної кар'єри Османа Дуралієва його співгромадяни кілька років поспіль організували борцівський міжнародний турнір в Разграді «Дуралієв-Медведь». Олександр Медведь навіть відвідав один із цих турнірів.
Помер Осман Дуралієв в Туреччині на 71 році життя. Похований у Стамбулі, на кладовищі «Амбарлі».

## Спортивні результати на міжнародних змаганнях

### Виступи на Олімпіадах
| Змагання                    | Збірна   | Вагова категорія              | Місце  |
| --------------------------- | -------- | ----------------------------- | ------ |
| Літні Олімпійські ігри 1968 | Болгарія | вільна боротьба, понад 97 кг  | Срібло |
| Літні Олімпійські ігри 1972 | Болгарія | вільна боротьба, понад 100 кг | Срібло |

### Виступи на Чемпіонатах світу
| Змагання                        | Збірна   | Вагова категорія              | Місце  |
| ------------------------------- | -------- | ----------------------------- | ------ |
| Чемпіонат світу з боротьби 1967 | Болгарія | вільна боротьба, понад 97 кг  | Срібло |
| Чемпіонат світу з боротьби 1969 | Болгарія | вільна боротьба, понад 100 кг | Срібло |
| Чемпіонат світу з боротьби 1970 | Болгарія | вільна боротьба, понад 100 кг | Срібло |
| Чемпіонат світу з боротьби 1971 | Болгарія | вільна боротьба, понад 100 кг | Срібло |

### Виступи на Чемпіонатах Європи
| Змагання                         | Збірна   | Вагова категорія              | Місце  |
| -------------------------------- | -------- | ----------------------------- | ------ |
| Чемпіонат Європи з боротьби 1967 | Болгарія | вільна боротьба, понад 97 кг  | Срібло |
| Чемпіонат Європи з боротьби 1968 | Болгарія | вільна боротьба, понад 97 кг  | Срібло |
| Чемпіонат Європи з боротьби 1969 | Болгарія | вільна боротьба, понад 100 кг | Срібло |
| Чемпіонат Європи з боротьби 1972 | Болгарія | вільна боротьба, понад 100 кг | Срібло |